# Jamaïque aux Jeux olympiques d'été de 2012
La Jamaïque participe aux Jeux olympiques d'été de 2012 à Londres, au Royaume-Uni, du 27 juillet au 12 août de la même année, pour la 17e fois à des Jeux d'été.

## Médaillés
| Sport      | Discipline              | Athlète(s) | Performance        | Date               |
| Athlétisme | Médailles d'or : 4      | Médailles d'or : 4 | Médailles d'or : 4 | Médailles d'or : 4 |
| Athlétisme | 100 m femmes            | Shelly-Ann Fraser-Pryce                                                                                                   | 10 s 75            | 4 août             |
| Athlétisme | 100 m hommes            | Usain Bolt | 9 s 63 (RO)        | 5 août             |
| Athlétisme | 200 m hommes            | Usain Bolt | 19 s 32            | 9 août             |
| Athlétisme | Relais 4 × 100 m hommes | Kemar Bailey-Cole Yohan Blake Usain Bolt Nesta Carter Michael Frater                                                      | 36 s 84 (RM)       | 11 août            |
| Athlétisme | Médaille d’argent : 5   | |                    |                    |
| Athlétisme | 100 m hommes            | Yohan Blake | 9 s 75             | 5 août             |
| Athlétisme | 200 m femmes            | Shelly-Ann Fraser-Pryce                                                                                                   | 22 s 09            | 8 août             |
| Athlétisme | 200 m hommes            | Yohan Blake | 19 s 44            | 9 août             |
| Athlétisme | 4 × 100 mètres femmes   | Schillonie Calvert Veronica Campbell-Brown Shelly-Ann Fraser-Pryce Samantha Henry-Robinson Sherone Simpson Kerron Stewart | 41 s 41 (RN)       | 10 août            |
| Athlétisme | Relais 4 × 400 m femmes | Christine Day Shereefa Lloyd Rosemarie Whyte Shericka Williams Novlene Williams-Mills                                     | 3 min 20 s 95      | 11 août            |
| Athlétisme | Médaille de bronze : 4  | |                    |                    |
| Athlétisme | 100 m femmes            | Veronica Campbell-Brown                                                                                                   | 10 s 81            | 4 août             |
| Athlétisme | 110 m haies hommes      | Hansle Parchment | 13 s 12 (RN)       | 8 août             |
| Athlétisme | 400 m haies femmes      | Kaliese Spencer | 53 s 66            | 8 août             |
| Athlétisme | 200 m hommes            | Warren Weir | 19 s 84            | 9 août             |

## Athlétisme
Les athlètes de la Jamaïque ont jusqu'ici atteint les minima de qualification dans les épreuves d'athlétisme suivantes (pour chaque épreuve, un pays peut engager trois athlètes à condition qu'ils aient réussi chacun les minima A de qualification, un seul athlète par nation est inscrit sur la liste de départ si seuls les minima B sont réussis), :
Hommes
Courses
| Athlète                                                                             | Épreuve          | Séries     | Séries | Quarts de finale | Quarts de finale | Demi-finales | Demi-finales | Finale     | Finale                              |
| Athlète                                                                             | Épreuve          | Résultat   | Rang   | Résultat         | Rang             | Résultat     | Rang         | Résultat   | Rang                                |
| ----------------------------------------------------------------------------------- | ---------------- | ---------- | ------ | ---------------- | ---------------- | ------------ | ------------ | ---------- | ----------------------------------- |
| Yohan Blake                                                                         | 100 m            | exempt     | exempt | 10.00            | 3e               | 9.85         | 2e           | 9.75 (=PB) | Médaille d'argent, Jeux olympiques  |
| Yohan Blake                                                                         | 200 m            | 20.38      | 4e     | NC               | NC               | 20.01        | 1er          | 19.44 (SB) | Médaille d'argent, Jeux olympiques  |
| Usain Bolt                                                                          | 100 m            | exempt     | exempt | 10.04            | 5e               | 9.87         | 3e           | 9.63 (=RO) | Médaille d'or, Jeux olympiques      |
| Usain Bolt                                                                          | 200 m            | 20.39      | 5e     | NC               | NC               | 20.18        | 5e           | 19.32 (SB) | Médaille d'or, Jeux olympiques      |
| Roxroy Cato                                                                         | 400 m haies      | 50.22      | 31e    | NC               | NC               | -            | -            | -          | -                                   |
| Jermaine Gonzales                                                                   | 400 m            | 46.21      | 33e    | NC               | NC               | -            | -            | -          | -                                   |
| Leford Green                                                                        | 400 m haies      | 49.30      | 14e    | NC               | NC               | 48.61        | 9e           | 49.12      | 7e                                  |
| Dane Hyatt                                                                          | 400 m            | 45.14      | 6e     | NC               | NC               | 45.59        | 19e          | -          | -                                   |
| Rusheen McDonald                                                                    | 400 m            | 46.67      | 36e    | NC               | NC               | -            | -            | -          | -                                   |
| Hansle Parchment                                                                    | 110 m haies      | 13.32      | 5e     | NC               | NC               | 13.14 (RN)   | 4e           | 13.12 (RN) | Médaille de bronze, Jeux olympiques |
| Richard Phillips                                                                    | 110 m haies      | 13.47      | 13e    | NC               | NC               | DNF          | -            | -          | -                                   |
| Asafa Powell                                                                        | 100 m            | exempt     | exempt | 10.04            | 5e               | 9.94         | 6e           | 11.99      | 8e                                  |
| Andrew Riley                                                                        | 110 m haies      | 13.59      | 24e    | NC               | NC               | -            | -            | -          | -                                   |
| Josef Robertson                                                                     | 400 m haies      | 49.98      | 26e    | NC               | NC               | -            | -            | -          | -                                   |
| Warren Weir                                                                         | 200 m            | 20.29      | 2e     | NC               | NC               | 20.28        | 7e           | 19.84 (PB) | Médaille de bronze, Jeux olympiques |
| Kemar Bailey-Cole Yohan Blake Usain Bolt Nesta Carter Michael Frater Asafa Powell   | Relais 4 × 100 m | 37.39 (SB) | 2e     | NC               | NC               | NC           | NC           | 36.84 (RM) | Médaille d'or, Jeux olympiques      |
| Jermaine Gonzales Dane Hyatt Riker Hylton Rusheen McDonald Errol Nolan Edino Steele | Relais 4 × 400 m | DNF        | -      | NC               | NC               | NC           | NC           | -          | -                                   |

Concours
| Athlète       | Épreuve          | Qualification | Qualification | Finale   | Finale |
| Athlète       | Épreuve          | Distance      | Rang          | Distance | Rang   |
| ------------- | ---------------- | ------------- | ------------- | -------- | ------ |
| Damar Forbes  | Saut en longueur | 7.79          | 19e           | -        | -      |
| Jason Morgan  | Lancer du disque | 57.46         | 39e           | –        | –      |
| Dorian Scott  | Lancer du poids  | 20.31         | 11e           | 20.61    | 10e    |
| Traves Smikle | Lancer du disque | 61.85         | 20e           | –        | –      |

Femmes
Courses
| Athlète | Épreuve          | Séries       | Séries  | Quarts de finale | Quarts de finale | Demi-finales | Demi-finales | Finale       | Finale                              |
| Athlète | Épreuve          | Résultat     | Rang    | Résultat         | Rang             | Résultat     | Rang         | Résultat     | Rang                                |
| --- | ---------------- | ------------ | ------- | ---------------- | ---------------- | ------------ | ------------ | ------------ | ----------------------------------- |
| Veronica Campbell-Brown                                                                                                   | 100 m            | exempt       | exempt  | 10.94            | 3e               | 10.89        | 3e           | 10.81 (SB)   | Médaille de bronze, Jeux olympiques |
| Veronica Campbell-Brown                                                                                                   | 200 m            | 22.75        | 11e     | NC               | NC               | 22.32 (SB)   | 3e           | 22.38        | 4e                                  |
| Christine Day | 400 m            | 51.05        | 8e      | NC               | NC               | 51.19        | 10e          | -            | -                                   |
| Brigitte Foster-Hylton | 100 m haies      | 13.98        | 40e     | NC               | NC               | -            | -            | -            | -                                   |
| Shelly-Ann Fraser-Pryce                                                                                                   | 100 m            | exempte      | exempte | 11.00            | 7e               | 10.85        | 2e           | 10.75        | Médaille d'or, Jeux olympiques      |
| Shelly-Ann Fraser-Pryce                                                                                                   | 200 m            | 22.71        | 9e      | NC               | NC               | 22.34        | 4e           | 22.09 (PB)   | Médaille d'argent, Jeux olympiques  |
| Latoya Greaves | 100 m haies      | DNS          | -       | NC               | NC               | -            | -            | -            | -                                   |
| Korene Hinds | 3 000 m steeple  | 9:37.95 (SB) | 24e     | NC               | NC               | NC           | NC           | -            | -                                   |
| Sherone Simpson | 200 m            | 22.97        | 18e     | NC               | NC               | 22.71        | 13e          | -            | -                                   |
| Kenia Sinclair | 800 m            | DNS          | -       | NC               | NC               | -            | -            | -            | -                                   |
| Kaliese Spencer | 400 m haies      | 54.02        | 3e      | NC               | NC               | 54.20        | 4e           | 53.66 (SB)   | 4e                                  |
| Kerron Stewart | 100 m            | exempte      | exempte | 11.08            | 14e              | 11.04        | 9e           | -            | -                                   |
| Melaine Walker | 400 m haies      | 54.78        | 8e      | NC               | NC               | 55.74        | 14e          | -            | -                                   |
| Rosemarie Whyte | 400 m            | 50.90        | 7e      | NC               | NC               | 50.98        | 8e           | 50.79        | 8e                                  |
| Shermaine Williams | 100 m haies      | 13.07        | 19e     | NC               | NC               | 12.83        | 12e          | -            | -                                   |
| Novlene Williams-Mills | 400 m            | 50.88        | 6e      | NC               | NC               | 49.91        | 3e           | 50.11        | 5e                                  |
| Nickiesha Wilson | 400 m haies      | 55.53        | 16e     | NC               | NC               | 55.77        | 15e          | -            | -                                   |
| Schillonie Calvert Veronica Campbell-Brown Shelly-Ann Fraser-Pryce Samantha Henry-Robinson Sherone Simpson Kerron Stewart | Relais 4 × 100 m | 42.37 (SB)   | 4e      | NC               | NC               | NC           | NC           | 41.41 (RN)   | Médaille d'argent, Jeux olympiques  |
| Dominique Blake Christine Day Shereefa Lloyd Rosemarie Whyte Shericka Williams Novlene Williams-Mills                     | Relais 4 × 400 m | 3:25.13 (SB) | 4e      | NC               | NC               | NC           | NC           | 3:20.95 (SB) | Médaille de bronze, Jeux olympiques |

Concours
| Athlète           | Épreuve          | Qualification | Qualification | Finale     | Finale |
| Athlète           | Épreuve          | Distance      | Rang          | Distance   | Rang   |
| ----------------- | ---------------- | ------------- | ------------- | ---------- | ------ |
| Allison Randall   | Lancer du disque | 58.06         | 29e           | -          | -      |
| Trecia Smith      | Triple saut      | 14.31 (SB)    | 7e            | 14.35 (SB) | 7e     |
| Kimberly Williams | Triple saut      | 14.53 (PB)    | 2e            | 14.48      | 6e     |

## Équitation

### Concours complet
| Athlète         | Cheval       | Compétition | Dressage  | Dressage | Cross-country | Cross-country | Cross-country | Saut d'obstacles | Saut d'obstacles | Saut d'obstacles | Saut d'obstacles | Total | Total |
| Athlète         | Cheval       | Compétition | Dressage  | Dressage | Cross-country | Cross-country | Cross-country | Qualification    | Qualification    | Qualification    | Finale           | Total | Total |
| Athlète         | Cheval       | Compétition | Pénalités | Rang     | Pénalités     | Total         | Rang          | Pénalités        | Total            | Rang             | Pénalités        | Total | Rang  |
| --------------- | ------------ | ----------- | --------- | -------- | ------------- | ------------- | ------------- | ---------------- | ---------------- | ---------------- | ---------------- | ----- | ----- |
| Samantha Albert | Carraig Dubh | Individuel  | 67.20     | 69e      | 54.00         | 121.20        | 59e           | 21.00            | 142.20           | 51e              | -                | -     | -     |

## Natation
| Athlète       | Épreuve         | Séries  | Séries | Demi-finales | Demi-finales | Barrage Demi-finales | Barrage Demi-finales | Finale  | Finale |
| Athlète       | Épreuve         | Temps   | Rang   | Temps        | Rang         | Temps                | Rang                 | Temps   | Rang   |
| ------------- | --------------- | ------- | ------ | ------------ | ------------ | -------------------- | -------------------- | ------- | ------ |
| Alia Atkinson | 100 m brasse    | 1:07.39 | 10e    | 1:07.48      | =8e          | 1:06.79              | 1re                  | 1:06.93 | 4e     |
| Alia Atkinson | 200 m brasse    | 2:28.77 | 27e    | -            | -            | NC                   | NC                   | -       | -      |
| Alia Atkinson | 50 m nage libre | 25.98   | 37e    | -            | -            | NC                   | NC                   | -       | -      |

## Taekwondo
Hommes
| Athlète         | Compétition | Huitièmes de finale  | Quarts de finale    | Demi-finales        | Repêchage 1         | Repêchage 2         | Finale              | Finale |
| Athlète         | Compétition | Adversaire Résultat  | Adversaire Résultat | Adversaire Résultat | Adversaire Résultat | Adversaire Résultat | Adversaire Résultat | Rang   |
| --------------- | ----------- | -------------------- | ------------------- | ------------------- | ------------------- | ------------------- | ------------------- | ------ |
| Kenneth Edwards | +80 kg      | Liu Xiaobo (CHN) 4-6 | –                   | –                   | –                   | –                   | –                   | –      |